# George Purdea
George Purdea (n. 1953, Lechința) este un filozof român care s-a remarcat în tinerețe ca traducător din filozofia germană și a devenit ulterior, o dată cu emigrarea din România, autor de literatură scrisă în limba germană. În anii de după absolvirea Facultății de Filozofie, între 1976 și 1989, a fost custode la Muzeul Tehnic din București. Perioadă în care a tradus și a publicat autori precum Karl Jaspers, Walter Biemel, Sigmund Freud, György Lukács. În anii ’80, l-a vizitat de mai multe ori pe filozoful Constantin Noica la Păltiniș (vezi Școala de la Păltiniș). Vasile Dem. Zamfirescu, cel care l-a îndrumat către Noica, îl descrie astfel: „Mai tânăr cu 12 ani decât mine, mi-a solicitat îndrumarea direct, fără nicio intermediere, într-o zi de toamnă în sala cărților rare a Facultății de Filosofie din București. A fost primul căruia am încercat să-i transmit modelul Noica. A acceptat cu o hărnicie ardelenească să-și făurească instrumentele pentru «cultura mare». A început cu germana, pe care a folosit-o și pentru traduceri foarte dificile, din Lukács, Jaspers și Freud. Dar nu a ezitat, la îndemnul lui Constantin Noica, nici în fața matematicilor, cu care s-a îndeletnicit câțiva ani, nici în fața limbilor clasice. Pe linie de metodă culturală, este unul din cei mai consecvenți discipoli ai lui Noica, rezultate remarcabile neîntârziind să-i răsplătească eforturile. După ce a emigrat în 1988 la Viena, nu a renunțat la proiectele culturale, și-a luat doctoratul în filosofie la universitatea din capitala Austriei, unde este și cadru didactic, cu o evoluție profesională meritorie. A devenit scriitor de limbă germană, premiat în câteva rânduri.“
La începutul anului 1989 a emigrat în Austria, împreună cu familia, cerând azil politic în această țară. Aventurile emigrării au fost relatate într-o carte publicată în anul 1992 la Viena, Bekreuzige dich mit der Zunge und geh weiter / Fă-ți cruce cu limba și mergi mai departe. În perioada 1990–1994 și încheiat studiile doctorale începute la București, lucrând în paralel ca hamal, paznic de noapte, recepționist și ghid turistic, experiență povestită în cartea sa Der Kofferträger / Hamalul, apărută în 2001 la Viena. În 1994 și-a susținut teza de doctorat, primind titlul de doctor la Universitatea din Viena. Între 1994 și 1997, traducătorul lui Freud în limba română a devenit custode la Sigmund Freud Museum (Muzeul și Casa lui Sigmund Freud din Viena). Din 1997 predă, ca lector asociat, la Institutul de Filosofie al Universității din Viena .

## Scrieri
- „Der ewige Augenblick“ in der Begegnung zu zweit Zur Zeitproblematik bei Jaspers, Freud und Binswanger, Peter Lang Verlag, Frankfurt am Main, 1997.
- Bekreuzige dich mit der Zunge und geh weiter, Verlag für Gesellschaftskritik, Wien, 1993.
- Der Kofferträger, Edition Doppelpunkt, Wien, 2001.

### Traduceri
- Karl Jaspers, Texte filozofice alese, Colecția Idei contemporane, București, 1986.
- Walter Biemel, Expunere și interpretare, Editura Univers, București, 1987.
- Sigmund Freud, Dincolo de principiul plăcerii, Editura Jurnalul Literar, București, 1992.
- György Lukács, Ontologia existenței sociale, Editura politică, București, 1986.